# Beth Gibbons
Beth Gibbons (ur. 4 stycznia 1965 w Exeter) – brytyjska wokalistka i autorka tekstów triphopowego zespołu Portishead, z którym zrealizowała 3 albumy studyjne. Ma na swym koncie między innymi współpracę z Rustin Manem, której owocem był album Out of Season oraz z Narodową Orkiestrą Symfoniczną Polskiego Radia (album Henryk Górecki: Symphony No. 3 (Symphony of Sorrowful Songs)). W maju 2024 roku zadebiutowała solowym albumem Lives Outgrown.
W 2023 roku podczas 65. ceremonii wręczenia nagród Grammy była wspólnie z innymi wykonawcami nominowana do nagrody w kategorii Album Roku za udział w realizacji albumu Mr. Morale & the Big Steppers Kendricka Lamara.

## Życiorys

### Młodość
Beth Gibbons urodziła się 4 stycznia 1965 w Exeter i wychowywała się na małej farmie 20 mil od miasta. Wraz z trzema siostrami były wychowywane jedynie przez matkę, po tym, jak ojciec opuścił rodzinę, kiedy Gibbons była małym dzieckiem.

### Kariera muzyczna

#### XX w.
W wieku 22 lat przeprowadziła się do Bristolu, gdzie zaczęła występować w lokalnych pubach. W 1991 roku pojawiła się w studiu Coach House, w którym pracował Geoff Barrow jako chłopiec podający herbatę. W studio tym zespół Massive Attack nagrywał swój debiutancki album, Blue Lines, zaś Barrow dostał trochę wolnego czasu na nagranie własnych utworów. Przez kilka lat oboje zapoznawali się z własnymi pomysłami muzycznymi wymieniając się domowymi taśmami, po czym postanowili założyć zespół, Portishead. Muzykę na debiutancki album zespołu Barrow tworzył wraz ze swoim przyjacielem, gitarzystą Adrianem Utleyem mając do pomocy inżyniera dźwięku, Dave’a McDonalda.
Album, zatytułowany Dummy okazał się 1994 roku odniósł duży sukces: pokrył się platyną w czterech krajach i złotem w trzech innych, zdobył nagrodę Mercury Prize dla najlepszego brytyjskiego albumu w 1995 roku, a album i pochodzący z niego singiel „Sour Times” były alternatywnymi rockowymi hitami w Stanach Zjednoczonych. Portishead wydał dwa kolejne albumy, po czym, w 1999 roku, zawiesił działalność.

#### XXI w.
W 2002 roku Gibbons nawiązała współpracę z Paulem Webbem (znanym pod pseudonimem Rustin Man), byłym członkiem zespołu Talk Talk. W październiku 2002 roku w Wielkiej Brytanii wydano ich wspólny album, Out of Season.
W 2005 roku napisała ścieżkę dźwiękową dla francuskiego filmu L’Annulaire (The Ring Finger) w reżyserii Diane Bertrand.
W 2007 roku uczestniczyła wraz z 22 piosenkarkami (w tym: Joss Stone, Shakira, Celine Dion, Gladys Knight, Pink i Anastacia) w nagrywaniu singla „Sing” Annie Lennox, przeznaczonego na jej album Songs of Mass Destruction. Jego celem było zwrócenie uwagi na problem zarażonych HIV w Południowej Afryce. Singel został udostępniony jako digital download.

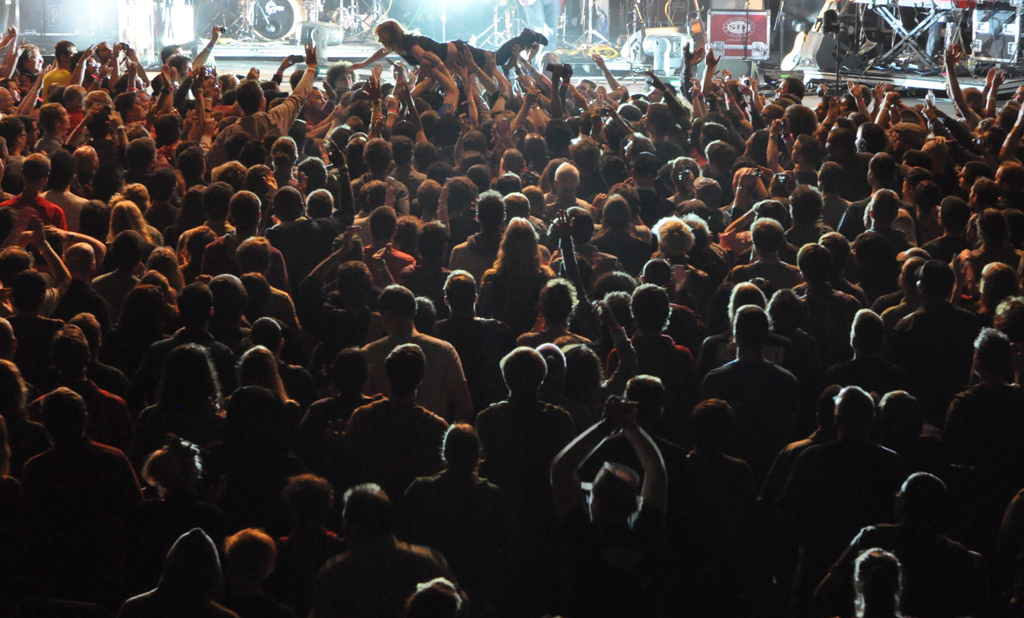
Beth Gibbons surfująca nad tłumem podczas festiwalu All Tomorrow's Parties (2011)

Kiedy Portishead wystąpił w 2013 roku w Krakowie, Gibbons została zaproszona do wykonania po polsku III Symfonii „Symfonii pieśni żałosnych” Henryka Góreckiego w ramach koncertu, na którym wystąpili również Jonny Greenwood z zespołu Radiohead, Bryce Dessner z The National i Narodowa Orkiestra Symfoniczna Polskiego Radia pod dyrekcją Krzysztofa Pendereckiego. Aby przygotować się do występu w listopadzie 2014 roku, Gibbons pracowała z trenerami wokalnymi nad swoją polską wymową i poszerzeniem swojego kontraltowego głosu do zakresu sopranu niezbędnego do wykonania utworu. W tym samym roku wystąpiła jako wokalistka w coverze utworu „Black Sabbath” brytyjskiego zespołu metalowego Gonga. Wersja ta została zatytułowana „Black Sabbeth”.
W październiku 2018 roku dołączyła do 99 innych wokalistek w ramach „dźwiękowego dzieła sztuki” Ipswich Spill Festival's Clarion Call, zorganizowanego dla upamiętnienia 100. rocznicy zakończenia I wojny światowej.
W 2019 roku ukazał się album Henryk Górecki: Symphony No. 3 (Symphony of Sorrowful Songs) zrealizowany wspólnie z Narodową Orkiestrą Symfoniczną Polskiego Radia. Gibbons byla jednym ze współproducentów płyty – pierwszej z jej wokalem od 2008 roku. Film z koncertu, wyprodukowany przez Narodowy Instytut Audiowizualny, został pokazany między innymi w Londynie, Paryżu, Sydney, Madrycie i w Warszawie. 13 kwietnia 2019 roku album zadebiutował na 1. miejscu listy Classical Albums tygodnika Billboard.
Po jego wydaniu artystka wycofała się ze sceny. Powróciła w maju 2024 roku z albumem Lives Outgrown. Nad piosenkami, które znalazły się na nim, pracowała przez dekadę. Album wyprodukowała wspólnie z Jamesem Fordem, który zagrał poza tym na licznych instrumentach: gitarach, cymbałach, instrumentach klawiszowych, instrumentach dętych drewnianych, dętych blaszanych, a nawet na pile muzycznej. W niektórych utworach wystąpił ponadto perkusista Lee Harris (z Talk Talk), który wykorzystał w charakterze instrumentów pudełka i sprzęt kuchenny. Gibbons po raz pierwszy w swojej karierze wykorzystała wokal wspierający. Album doszedł do 1. miejsca na liście Official Independent Albums Official Charts Company.

## Dyskografia
Albumy solowe
- Lives Outgrown (2024)

Albumy kolaboracyjne
- Out of Season (2002) z Rustin Manem
- Henryk Górecki: Symphony No. 3 (Symphony of Sorrowful Songs) (2019) z Narodową Orkiestrą Symfoniczną Polskiego Radia

Inne utwory
- „Orang” na albumie .O.rang pt. Herd of Instinct (1994)
- „Jalap” na albumie.O.rang pt. Fields and Waves (1996)
- „Lonely Carousel” na albumie Rodrigo Leão pt. Cinema(2004)
- „Strange Melody” na albumie Jane Birkin pt. Rendez-Vous (2004)
- „Killing Time” na albumie Joss Stone pt. Mind, Body & Soul (2004)
- „Stranger In This Land” na albumie Fried pt. Fried (2004)
- „Sing” z Annie Lennox na jej albumie pt. Songs of Mass Destruction (2007)
- ścieżka dźwiękowa do filmu L’Annulaire